# Embaixada da Polónia em Lisboa
A Embaixada da Polónia em Lisboa é a principal missão diplomática polaca em Portugal .

## Composição da missão
O posto avançado é composto por:
- Departamento Político e Económico
- Secção de Assuntos Consulares e Polónia
- Secção de Administração e Finanças.

O edifício da embaixada alberga também a Biblioteca Maria Danilewicz Zielińska e Adam Zieliński, que contém cerca de 3.000 livros em polaco.